# William Turner of Oxford
Ne doit pas être confondu avec Joseph Mallord William Turner ou William Lakin Turner.
Pour les articles homonymes, voir William Turner et Turner.
William Turner, dit William Turner of Oxford, est un peintre britannique spécialisé dans les aquarelles de paysage, né le 29 novembre 1789 à Black Bourton et mort le 7 août 1862 à Oxford.
C'est pour le différencier de Joseph Mallord William Turner, célèbre peintre romantique, qu'il est appelé William Turner of Oxford.

## Biographie
William Turner a étudié auprès du peintre John Varley.

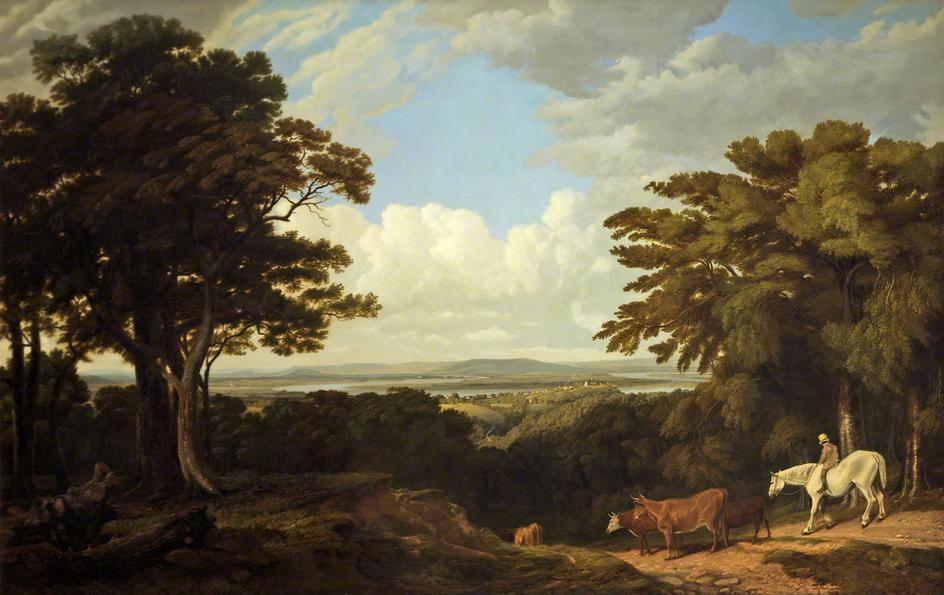
Newnham-on-Severn from Dean Hill.

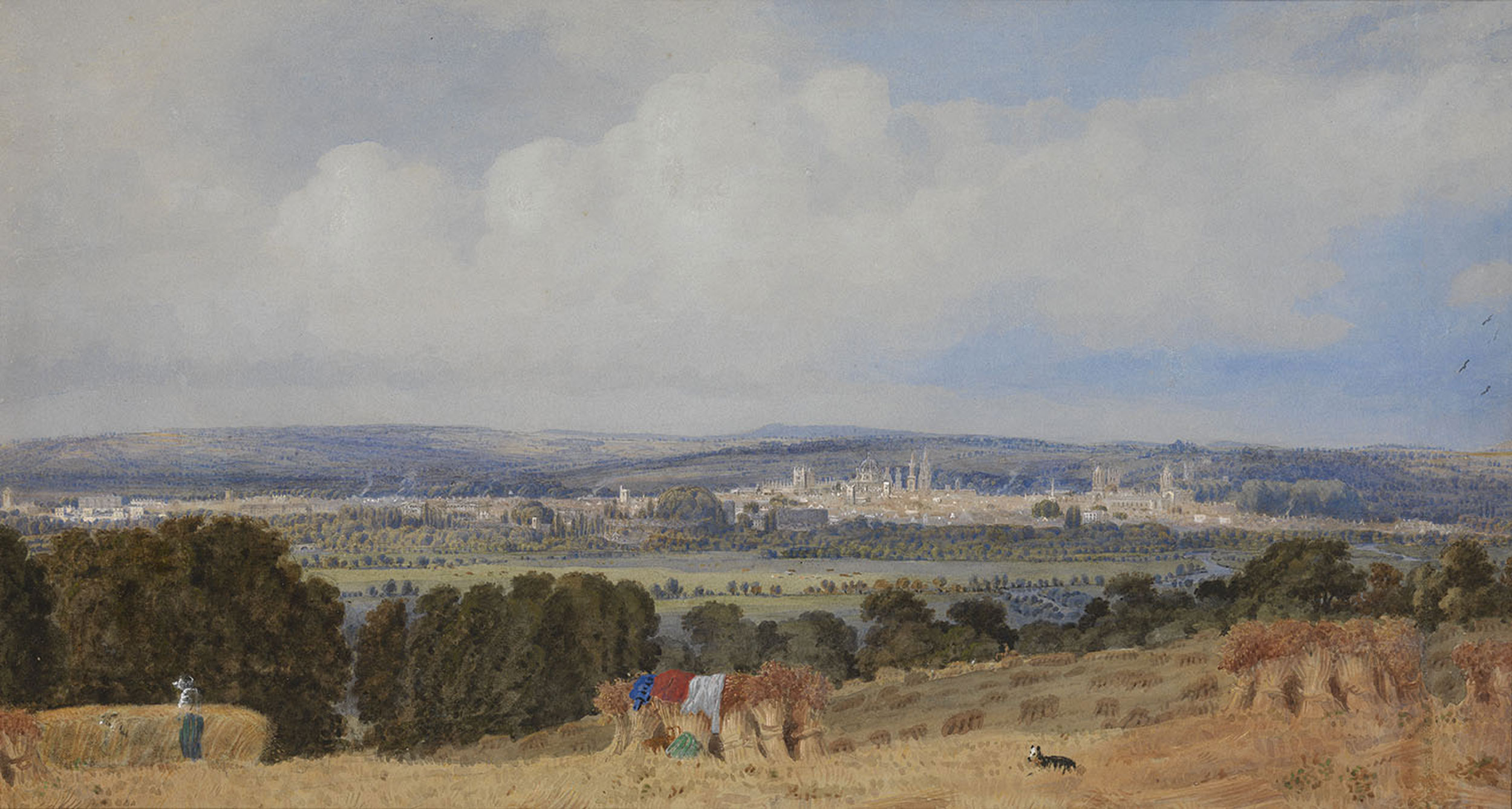
Oxford from Hinksey Hill.